# Emily Scarratt
Emily Beth Scarratt (Leicester, 8 febbraio 1990) è una rugbista internazionale per l'Inghilterra nel gioco a XV e per la Gran Bretagna e - ancora - l'Inghilterra in quello a VII.
Utility back versatile, può giocare nel ruolo di tre quarti ala, centro e talora estremo.
È, al 2022, la miglior realizzatrice della nazionale inglese a XV con la quale ha vinto la Coppa del Mondo nel 2014 e ha raggiunto in altre tre occasioni la finale; con la nazionale a VII ha conquistato il terzo posto ai Giochi del Commonwealth 2018, mentre con quella della Gran Bretagna, della quale fu capitano, giunse quarta al torneo olimpico 2016 a Rio de Janeiro.
Nel 2019 fu eletta miglior rugbista dell'anno, e due anni più tardi fu insignita dell'onorificenza di Membro dell'Ordine dell'Impero Britannico.
Nel corso del Sei Nazioni 2022 ha raggiunto e superato le 100 presenze internazionali.

## Biografia
Nata a Leicester e cresciuta in una famiglia agricola nella contea, inizialmente fu dedita a diversi sport, spiccando, grazie alla sua altezza (181 centimetri), nella pallacanestro, tanto che le venne offerta una borsa di studio negli Stati Uniti che lei declinò; tuttavia era il rugby quello che la giovane Scarratt praticò con maggior dedizione fin da quando, prima dei 12 anni, per emulare il fratello, giocava nella squadra giovanile del Leicester Forest; successivamente fu inquadrata nella squadra femminile quando raggiunse l'età necessaria ed esordì nel 2007 in campionato; l'anno successivo, in coincidenza con l'inizio degli studi universitari, fu a Lichfield (Staffordshire) mentre per gli studi in scienze motorie e sportive fu a Leeds (West Yorkshire); trovò inoltre lavoro come insegnante di educazione fisica a Birmingham, distante circa 22 km da Lichfield.
Esordì nell'Inghilterra a XV nel 2008 contro gli Stati Uniti, e successivamente prese parte alla Coppa del Mondo di rugby femminile 2010 in cui la squadra fu battuta in finale dalla Nuova Zelanda; nel 2012 fece parte della selezione che vinse il Sei Nazioni con il Grande Slam e nel 2014 partecipò alla vittoriosa Coppa del Mondo di rugby femminile 2014 nel quale individualmente si distinse con 70 punti personali.
Nel 2016 fu nominata capitano della squadra femminile a 7 della Gran Bretagna che prese parte al torneo olimpico di rugby a Rio de Janeiro; la squadra giunse fino alla semifinale contro la Nuova Zelanda ma poi perse la finale per il terzo posto contro il Canada.
Ancora nel 2017 vinse di nuovo il Grande Slam al Sei Nazioni oltre a risultare la migliore marcatrice di quell'edizione di torneo, e in quello stesso anno partecipò alla Coppa del Mondo in Irlanda giungendo fino alla finale contro la Nuova Zelanda che si impose per 41-32.
Al neoistituito torneo a 7 femminile ai Giochi del Commonwealth 2018 tenutisi in aprile a Gold Coast (Australia), Scarratt si aggiudicò con l'Inghilterra la medaglia di bronzo battendo le canadesi nella finale di consolazione.
A novembre 2019 ha ricevuto il premio di miglior giocatrice dell'anno da World Rugby, prima inglese da quando il premio fu conferito alla sua connazionale Sarah Hunter.
A giugno 2021, in occasione delle onorificenze per il giubileo reale, Scarratt ricevette l'onorificenza di Membro dell'Ordine dell'Impero Britannico per il suo contributo alla disciplina del rugby.
Tre mesi più tardi, un incidente durante un placcaggio alla prima giornata di campionato le provocò una frattura scomposta alla caviglia sinistra, per recuperare dalla quale saltò di fatto tutta la stagione; solo sei mesi più tardi poté scendere in campo di nuovo, in occasione della giornata d'apertura del Sei Nazioni 2022.
All'inizio di tale torneo Scarratt vantava 96 presenze e 640 punti marcati per l'Inghilterra; il 23 aprile, nella quarta giornata di torneo contro l'Irlanda, ha raggiunto la sua centesima presenza internazionale proprio nella sua città natale, Leicester.
A tutto il Sei Nazioni 2022 le presenze sono 101 e i punti realizzati sono 679.

## Palmarès
- Coppe del mondo: 1
Inghilterra: 2014